# 베르나르트 볼차노
베르나르트 플라치두스 요한 네포무크 볼차노(독일어: Bernard Placidus Johann Nepomuk Bolzano, 1781년 10월 5일 ~ 1848년 12월 18일)은 체코의 수학자 및 철학자, 논리학자이다.

## 생애
프라하의 상인 가정에서 태어났고, 모국어는 독일어였다. 1796년 이래 철학·수학을 배우고, 가톨릭 신학을 연구, 1805년 사제(司祭)에 서품되었다. 이후 프라하 대학의 종교학 교수가 되었다. 그는 군국주의는 사회적 파괴이며 전쟁은 불필요하다고 가르쳤다가 대학의 다른 교수 및 가톨릭 교회 지도자와 멀어졌다. 그는 국가 간의 무력 충돌보다는 국가 안보를 평화에 대한 방향으로 이끌어 줄 교육, 사회 및 경제 체제의 전면 개혁을 촉구했다. 이런 그의 견해는 대학측과 로마 가톨릭 당국으로부터 찬성을 얻지 못했고 오히려 그의 신념을 버리고 자유주의적 가르침을 중단할 것을 강요받았다. 그는 그러한 요구를 거절했고 1819년 이단이라 하여 대학에서 해직 당했다. 저서의 출판도 금지되었다. 이 때문에 그의 저서는 익명(匿名)으로 나가고 외국 출판물이 많다. 1842년에 그는 프라하로 돌아가 1848년에 사망했다.

## 업적
수학에서, 볼차노는 함수의 연속성과 관련한 볼차노 정리로 유명하며, 볼차노-바이어슈트라스 정리를 발견했다. 또한, 무한(無限)의 역설(逆說)을 생각했다.
볼차노 정리(1817년)는 함수 연속성에 대한 현대적인 개념을 처음 제시한 걸로 평가된다.
볼차노의 주저는 4권의 〈지식학(知識學)〉(독일어: Wissenschaftslehre, 1837)으로 '명제 자체(命題自體)' '표상(表象) 자체' '진리 자체'라는 세 개의 개념을 기본으로 한다. 명제 자체는 사고나 판단의 내용이지만 결코 현실에 존재하는 것이 아니라 초월적인 의미이다. 표상 자체는 그 요소이며, 진리 자체는 객관적인 진리로 명제 자체의 일종이다. 이 논리주의는 후설에 영향을 미쳤다.